# Gladiadora

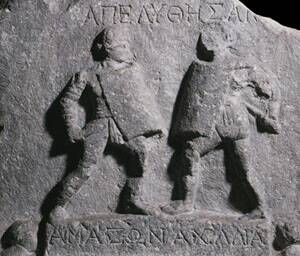
Lucha entre dos gladiadoras, Amazona y Aquilea, en un relieve hallado en Halicarnaso.

Una gladiadora era una luchadora armada que se enfrentaba en combates violentos con otros humanos o con animales para el entretenimiento del público en la antigua Roma. Estaban bien preparadas y como sus homólogos masculinos luchaban entre ellas o contra animales salvajes durante juegos y festivales públicos (ludi). Los espectáculos entre gladiadoras solían reservarse para el horario nocturno, ya que al igual que los varones ellas luchaban con el torso descubierto y sólo llevaban atuendo y armadura de cintura para abajo. Su existencia queda atestiguada por evidencias arqueológicas y literarias. Se sabe poco sobre las gladiadoras, parece que empleaban el mismo equipamiento que los hombres, pero eran pocas y casi con toda seguridad las audiencias las consideraban una rareza exótica. Pese a la extensión popular del término «gladiatrix», este término fue sin embargo inventado a posteriori, ya que no aparece así citado en ninguna de las fuentes clásicas de la época.
También son llamadas actualmente como gladiatrix, término no utilizado durante el Imperio Romano sino acuñado en la Edad Contemporánea.

## Evidencias
El Decreto de Larinum, promulgado durante el gobierno de Tiberio, prohibía a las hijas, nietas y bisnietas de senadores y a «cualquier mujer cuyo marido o padre o abuelo, ya fuera por vía materna o paterna, o hermano hubiese poseído el derecho a sentarse en los asientos reservados para los équites» entrenarse o realizar apariciones remuneradas como gladiadoras, lo cual implicaba (aunque no confirmaba) que algunas mujeres ya aparecían como gladiadoras en espectáculos.
Sin embargo, la primera aparición de una gladiatrix atestiguada directamente en las fuentes históricas tiene lugar bajo el gobierno de Nerón, durante los juegos celebrados con ocasión de la visita de Tiridates I de Armenia y relatados por Tácito. También existe una referencia en El Satiricón de Petronio, probablemente basado en un espectáculo real, de un essedarius femenino, un gladiador que luchaba sobre un carro de estilo celta.
Según Suetonio, en su obra Vidas de los doce césares, el emperador Domiciano gustaba de organizar combates a la luz de las antorchas entre enanos y mujeres. A partir de ilustraciones se puede inferir que luchaban a pecho descubierto y que en muy pocas ocasiones llevaban cascos,[cita requerida] no importa qué tipo de gladiador caracterizaran. Las mujeres aparentemente luchaban por la noche,[cita requerida] y el hecho de que esto coincidía con los principales eventos de los Juegos indica la posible importancia y rareza de la participación de mujeres como gladiadoras. La mayoría de los historiadores modernos considera que estos espectáculos eran verdaderas novedades, dada la escasez de documentos escritos en los que aparecen, aunque la escritora Amy Zoll sugiere que el hecho de que los historiadores antiguos mencionaran estos hechos de manera tan casual pudiera suponer que se tratase de eventos mucho más extendidos de lo que la evidencia directa pudiera indicar. El autor de una inscripción encontrada en Pompeya presume de ser el primer editor en traer mujeres gladiadoras a la ciudad.[cita requerida]
Dion Casio (62.3.1) menciona que en un evento patrocinado por Nerón en el año 66 lucharon no sólo mujeres, sino también niños. Se sabe que el emperador Nerón también obligaba a las mujeres de algunos senadores romanos a participar en los espectáculos de los anfiteatros, aunque no se sabe si como luchadoras.
También se menciona la participación de gladiatrices en los juegos organizados por Domiciano en los textos de Suetonio, Marcial y Estacio.

## Prohibición
Septimio Severo prohibió los espectáculos gladiatorios femeninos alrededor del año 200. Sin embargo, la existencia de una inscripción en Ostia en la que se anuncia mulieres (mujeres) compitiendo hace que se considere que la prohibición no fuera efectiva.